# Youra Eshaya
Youra Eshaya (siríac: ܝܘܪܐ ܐܫܥܝܐ; àrab: يورا أيشايا, Yūrā Ixāyā) (Bagdad, novembre de 1932 – Göteborg, 1992) fou un futbolista iraquià, d'ètnia assíria, de la dècada dels 1960.
Fou el primer futbolista iraquià que va jugar a Europa. Va començar a jugar a futbol a l'equip de la RAF (Royal Air Force). Un cercatalents s'hi va fixar i el portà a jugar al Bristol Rovers el 1954. També jugà amb la selecció de futbol de l'Iraq.